# Adam Bodzek
Adam Bodzek (Zabrze, Polonia, 7 de septiembre de 1985) es un futbolista
polaco naturalizado alemán que juega como centrocampista en el Fortuna Düsseldorf de la 2. Bundesliga de Alemania.

## Clubes
| Club               | País     | Año       |
| ------------------ | -------- | --------- |
| MSV Duisburgo II   | Alemania | 2003-2005 |
| MSV Duisburgo      | Alemania | 2005-2010 |
| Fortuna Düsseldorf | Alemania | 2011-     |

## Palmarés

### Campeonatos nacionales
| Título        | Club               | País     | Año  |
| ------------- | ------------------ | -------- | ---- |
| 2. Bundesliga | Fortuna Düsseldorf | Alemania | 2018 |